# Дубина (урочище)

## Створення
Заповідне урочище «Дубина» (втрачена) – об’єкт природно-заповідного фонду, що був оголошений рішенням Сумського Облвиконкому № 704   31.12.1980 року на землях Шосткинського лісгоспзагу (Протчанське лісництво, квартал 8). Адміністративне розташування - Шосткинський район, Сумська область. 

## Характеристика
Площа – 13 га. 
Об’єкт на момент створення був унікальними дубовими, сосновими насадженнями, віком 60 років.

## Скасування
Рішенням Сумської обласної ради № 445 21.08.1996 року пам'ятка була скасована. 
Скасування статусу відбулось по причині входження в склад  державного ботанічного заказника  "Воронезький".
Вся інформація про створення об'єкту взята із текстів зазначених у статті рішень обласної ради, що надані Державним управлянням екології та природних ресурсів Сумської  області Всеукраїнській громадській організації «Національний екологічний центр України» . .